# الملصق الأحمر

الملصق الأحمر

الملصق الأحمر (بالفرنسية: L’Affiche rouge)‏ هو ملصق دعائي شهير، وزعته فرنسا الفيشية والسلطات الألمانية في ربيع عام 1944 في باريس المحتلة، لتشويه سمعة 23 من مقاتلي المقاومة الفرنسية، أعضاء مجموعة مانوشيان. 